# Allen Johnson
Allen Kenneth Johnson (Washington, D.C.,  1 de março de 1971) é um antigo atleta norte-americano, que ganhou a medalha de ouro na prova de 110 metros com barreiras nos Jogos Olímpicos de Atlanta em 1996. A sua melhor marca ao ar livre é de 12.92 s, o que o coloca como o sexto melhor de sempre, juntamente com o antigo recodista mundial Roger Kingdom.
Atleta eclético, Johnson frequentou a Universidade da Carolina do Norte em Chapel Hill, onde começou por praticar salto em altura, salto em comprimento e decatlo, bem como a sua prova preferida de barreiras.